# جون إلواي

## سيرة

### شبابه
ابن جانيت وجاك إلواي ، مدرب كرة القدم بالجامعة، كان جون إلواي يتنقل كثيرًا لمتابعة مسيرة والده المهنية الممتازة. شغل جاك خطة مدرب لكرة القدم في جامعة مونتانا ثم في جامعة ولاية واشنطن . وبعد أن أصبح مدربًا رئيسيًا في جامعة ولاية كاليفورنيا في نورثريدج في عام 1978 ، انتقلت عائلة إلواي إلى جنوب كاليفورنيا لتشجيعه في مسيرته. أنهى جون آخر عامين من دراسته الثانوية في غراندا مدرسة عليا في غرناطة هيلز . كان متفوقًا و لامعا في لعبة البيسبول وكرة القدم الأمريكية مع فريق المدرسة، تلقى أكثر من سنتين عرضًا للمنح الدراسية. وأخيراً اختار جامعة ستانفورد ونادي ستانفورد كاردينال الذي أمضى فيه أربع سنوات، من عام 1979 إلى عام 1982 حيث درب بشكل ممتاز.

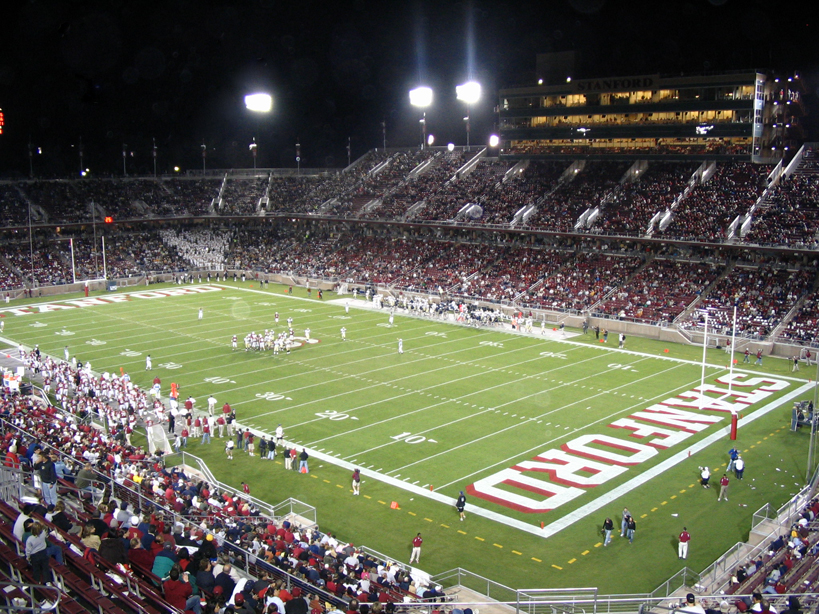
ملعب ستانفورد كاردينال (2006) حيث لعب إلواي.

في سنته الأخيرة في الكلية، أنهى موسم البيسبول بمتوسط ضرب 0.361، و9 أشواط منزلية ، و50 RBIs ، و4.51 متوسط تشغيل مكتسب (ERA) في 49 مباراة. كانت آخر مباراة له في كرة القدم الأمريكية في ستانفورد، ضد جامعة كاليفورنيا ، مباراة لا تُنسى انتهت بواحدة من أشهر سلاسل اللعب الجامعي، والتي عُرفت منذ ذلك الحين باسم " <span about="#mwt22" class="lang-en" data-cx="[{&quot;adapted&quot;:true,&quot;partial&quot;:false,&quot;targetExists&quot;:true,&quot;mandatoryTargetParams&quot;:[],&quot;optionalTargetParams&quot;:[]}]" data-mw="{&quot;parts&quot;:[{&quot;template&quot;:{&quot;target&quot;:{&quot;wt&quot;:&quot;رمز لغة&quot;,&quot;href&quot;:&quot;./قالب:رمز لغة&quot;},&quot;params&quot;:{&quot;1&quot;:{&quot;wt&quot;:&quot;en&quot;},&quot;2&quot;:{&quot;wt&quot;:&quot;The Play&quot;}},&quot;i&quot;:0}}]}" data-ve-no-generated-contents="true" id="mwOg" lang="en" typeof="mw:Transclusion">The Play</span> ". متأخرًا بفارق نقطة واحدة وأربع ثوانٍ عن نهاية المباراة، أعاد فريق كاليفورنيا جولدن بيرز الالتزام ( <span about="#mwt23" class="lang-en" data-cx="[{&quot;adapted&quot;:true,&quot;partial&quot;:false,&quot;targetExists&quot;:true,&quot;mandatoryTargetParams&quot;:[],&quot;optionalTargetParams&quot;:[]}]" data-mw="{&quot;parts&quot;:[{&quot;template&quot;:{&quot;target&quot;:{&quot;wt&quot;:&quot;رمز لغة&quot;,&quot;href&quot;:&quot;./قالب:رمز لغة&quot;},&quot;params&quot;:{&quot;1&quot;:{&quot;wt&quot;:&quot;en&quot;},&quot;2&quot;:{&quot;wt&quot;:&quot;kickoff&quot;}},&quot;i&quot;:0}}]}" data-ve-no-generated-contents="true" id="mwPw" lang="en" typeof="mw:Transclusion">kickoff</span> )، وقام بخمس تمريرات جانبية، ليسجل <span about="#mwt24" class="lang-en" data-cx="[{&quot;adapted&quot;:true,&quot;partial&quot;:false,&quot;targetExists&quot;:true,&quot;mandatoryTargetParams&quot;:[],&quot;optionalTargetParams&quot;:[]}]" data-mw="{&quot;parts&quot;:[{&quot;template&quot;:{&quot;target&quot;:{&quot;wt&quot;:&quot;رمز لغة&quot;,&quot;href&quot;:&quot;./قالب:رمز لغة&quot;},&quot;params&quot;:{&quot;1&quot;:{&quot;wt&quot;:&quot;en&quot;},&quot;2&quot;:{&quot;wt&quot;:&quot;touchdown&quot;}},&quot;i&quot;:0}}]}" data-ve-no-generated-contents="true" id="mwQg" lang="en" typeof="mw:Transclusion">touchdown</span> الفوز وسط ضجة ستانفورد كاردينال الذي دخل بالفعل تفكير ميداني في الاحتفال بالنصر. في أربعة مواسم، أكمل إلواي 774 تمريرة مقابل 9 349 yards و 77 touchdowns لكنه لم يأخذ فريقه أبدًا إلى مباراة bowl ، نهائي البطولة.